# Austro-Tatra

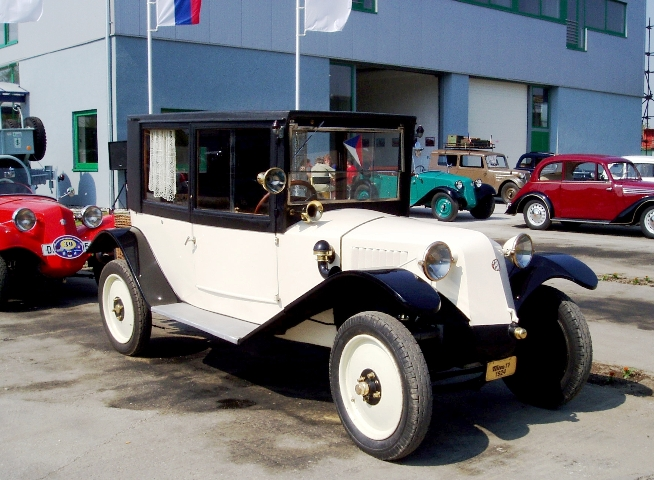
Tatra T11 var en framgång för Tatra i Österrike.

Austro-Tatra, österrikiskt dotterbolag till Tatra. Austro-Tatra grundades 1936 i Wien som ett dotterbolag till Tatra i Tjeckoslovakien.
Austro-Tatra skapades som en följd av Österrike-Ungerns sönderfall då Österrike blev utland för Tatra som låg i det nybildade Tjeckoslovakien. Verksamheten förlades till Simmering i Wien där man utförade reparationer och från 1924 skedde även karosseritillverkning här. Delarna kom dock från Tatra i Tjeckoslovakien. Under 1930-talet blev Tatra T57 en framgång för Tatra-Werke Wien. Tullavgifterna kom att höjas från Österrikes sida vilket förde med sig att man grundade ett österrikiskt dotterbolag - Austro-Tatra 1936. Grundandet försenades av det dåliga ekonomiska läget i Österrike i början av 1930-talet.
Fabriken i Wien byggdes ut och nästan alla fordonsdelar tillverkades i Österrike. I slutet av 1930-talet var Tatra den näst största biltillverkaren i Österrike efter det totalt dominerade Steyr (Steyr-Daimler-Puch) som hade över 75 % av marknaden. Det fanns också ett intresse från Österrikes armé, Bundesheer, att beställa Tatrafordon. Planerna skrinlades efter Anschluss 1938. Nazisterna tog över kontrollen av fabriksområdet och delar av området togs om hand av Saurer. Tatra tvingades lägga ner sin personbilstillverkning och blev istället en reparationsverkstad. Efter kriget nedmonterades maskiner och fabriken var sönderbombad. Verksamheten återupptogs där man bland annat byggde karosser för Porsche och en bit in på 50-talet tillverkades '"Polizei Cabriolets", Volkswagen Typ 18 A. Samtidigt hamnade man under statlig förvaltning. Det blev en konflikt med Tatra i Tjeckoslovakien som förstatligats och banden mellan företagen klipptes av 1948. Austro-Tatra bytte namn till Ringhoffer GmbH 1963. Företaget var istället agentur för Peugeot, Alfa Romeo och Rover i Österrike fram till att det lades ner 1980.